# Powołanie pierwszych uczniów (Luis Borrassá)
Powołanie pierwszych uczniów lub Święty Piotr idący po jeziorze (kat. Retaule de Sant Pere de Terrassa) – obraz katalońskiego malarza Luisa Borrassy, przykład gotyckiego malarstwa tablicowego. Obraz znajduje się w kościele Sant Pere, w miejscowości Terrasa koło Barcelony. 

## Opis
Obraz został namalowany techniką tempery na desce. Jego wymiary to 102 x 65 cm. Na pierwszym planie został ukazany Jezus, stojący na brzegu jeziora, do niego podąża Święty Piotr. Wydarzeniu przygląda się Święty Andrzej, który siedzi wraz z rybakiem na łodzi. W oddali widać drugą łódź z dwoma postaciami - Jakubem Starszym i Janem Ewangelistą.
Dzieło to wiernie ilustruje scenę z Ewangelii Mateusza: Gdy [Jezus] przechodził obok Jeziora Galilejskiego, ujrzał dwóch braci: Szymona, zwanego Piotrem, i brata jego, Andrzeja, jak zarzucali sieć w jezioro; byli bowiem rybakami. I rzekł do nich: "Pójdźcie za Mną, a uczynię was rybakami ludzi". Oni natychmiast zostawili sieci i poszli za Nim. A gdy poszedł stamtąd dalej, ujrzał innych dwóch braci: Jakuba, syna Zebedeusza, i brata jego, Jana, jak z ojcem swym Zebedeuszem naprawiali w łodzi swe sieci. Ich też powołał. A oni natychmiast zostawili łódź i ojca i poszli za Nim. (Mt 4, 18-22). Scenę tę podobnie relacjonuje Święty Marek (Mk 1, 16-18). 
Obraz stanowi przykład syntezy wątku biblijnego ze sceną rodzajową ilustrującą połów ryb. Dzięki trójplanowej strukturze kompozycji i zastosowaniu różnicy wielkości postaci i obu łodzi artysta uzyskał głębię przestrzeni. Sposób ukazania wody jeziora uwidacznia dążenie artysty do realistycznego oddania materii. Dynamikę podkreślają diagonalne układy łodzi i przede wszystkim pierwszoplanowa scena z Chrystusem i Świętym Piotrem. Od strony kolorystycznej przeważa gra tonacji granatowych i czerwonych, skontrastowanych niemalże oliwkową tonacją jeziora. 
W 1377 roku papież Grzegorz XI przeniósł z powrotem siedzibę papieską do Watykanu, zaś rezydencja w Awinionie stała się jedynie siedzibą antypapieży, Niemniej okres niewoli awiniońskiej był korzystnym dla relacji środowisk artystycznych przede wszystkim z Francji i Italii, relacje artystyczne u schyłku XIV wieku były coraz bardziej zażyłe, ich zasięg objął niemalże całą zachodnią i środkową Europę. Konsekwencją tego był styl piękny. Papieże wciąż traktowali Awignon jako własność, stąd często przybywali do tej siedziby. Ok. 1400 do Awignonu przybył także pochodzący z Katalonii malarz Luis Borrassá, który uczył się u braci Serra. O ile liryczny nastrój, sposób potraktowania postaci, szat zdradzają wpływy stylu pięknego, technika i kolorystyka ma swoje analogie do sztuki bizantyńskiej. Połączono w tym obrazie znajomość tradycji z nowoczesną dworską manierą. 